# Stebbens Farm
 (octobre 2020).
La Stebbens Farm est une ferme américaine du comté de Cuyahoga, dans l'Ohio. Inscrite au Registre national des lieux historiques depuis le 17 avril 1996, elle est protégée au sein du parc national de Cuyahoga Valley depuis la création de ce dernier en 2000.